# Балдовінешть (Олт)
Балдовінешть, Балдовінешті (рум. Baldovinești) — село у повіті Олт в Румунії. Входить до складу комуни Балдовінешть.
Село розташоване на відстані 162 км на захід від Бухареста, 25 км на захід від Слатіни, 19 км на схід від Крайови.

## Населення
За даними перепису населення 2002 року у селі проживала 641 особа, усі — румуни. Усі жителі села рідною мовою назвали румунську.